# Schlacht bei Vitoria
Bailén –  Roliça –Vimeiro – Saragossa (1808) – Burgos (Gamonal) – Medina de Rioseco – Espinosa –  Tudela – Somosierra – Saragossa (1809) – La Coruña – Torres Vedras – Valls – Braga – Oporto – María – Talavera – Ocaña – Gerona – Ciudad Rodrigo (1810) – Buçaco – Gévora – Barrosa – Badajoz (1811) – Fuentes de Oñoro – La Albuera – Tarragona (1811) – Sagunt (Murviedro) – Ciudad Rodrigo (1812) – Badajoz (1812) –  Majadahonda – Salamanca – García Hernández –  Venta del Pozo – Vitoria – 
Sorauren – San Sebastián – Bidassoa
In der Schlacht bei Vitoria kämpften am 21. Juni 1813 englische, portugiesische und spanische Truppen unter dem Oberbefehl Wellingtons gegen französische, die unter dem nominellen Oberbefehl Joseph Bonapartes standen, aber von Marschall Jourdan befehligt wurden. Die Franzosen verloren die Schlacht, flohen und ließen eine große Menge Beutegut und Kanonen auf dem Schlachtfeld zurück.

## Hintergrund
Im Juli 1812 hatten die Franzosen nach der Schlacht von Salamanca die Stadt Madrid evakuiert. Wellingtons Armee übernahm die Stadt daraufhin am 12. August 1812. Wellington ließ drei Divisionen in der Stadt und marschierte mit dem Rest seiner Armee nach Norden, um die ca. 200 km entfernte Stadt Burgos zu belagern. Er hatte allerdings die Stärke der gegnerischen Truppen unterschätzt und musste deshalb am 21. Oktober die Belagerung abbrechen und sich zurückziehen. Am 31. Oktober hatte er sich auch aus Madrid zurückgezogen und floh über Salamanca nach Ciudad Rodrigo, nahe der portugiesischen Grenze. Dadurch konnte er eine Umzingelung durch französische Armeen im Nordosten und Südosten verhindern.
Wellington verbrachte den Winter damit, seine Armee zu reorganisieren und zu trainieren. Im Gegensatz dazu zog Napoleon viele Soldaten aus Spanien ab, da er seine zerstörte Armee reorganisieren musste, die durch den katastrophalen Russlandfeldzug dezimiert worden war. Im folgenden Jahr marschierte Wellington mit seinen Truppen von Nordportugal über das Gebirge im Norden Spaniens, um Marschall Jourdans Armee in die Flanke zu fallen. Dieser befand sich am 20. Mai 1813 mit seinem Heer von 58.000 Mann zwischen den Flüssen Duero und Tajo. Um zu verhindern, dass Wellingtons Streitmacht ihnen den Weg nach Frankreich versperren könne, zogen sich die Franzosen nach Burgos zurück.

## Die Schlacht
Schließlich griff Wellington am 21. Juni bei Vitoria die Franzosen mit drei Schlachtreihen an. Nach verbissenem Kampf konnte Thomas Pictons 3. Division in das Zentrum der Franzosen einbrechen und die Verteidigungslinie zerstören. Daraus entstand eine ungeordnete Flucht, bei der auf französischer Seite 8.000 Soldaten getötet oder verwundet wurden und 2.000 Soldaten in Gefangenschaft gerieten. Auf britischer Seite waren 4.500 Tote und Verwundete zu beklagen. Gleichzeitig wurden 152 Kanonen erbeutet. Dies beendete Napoleons Herrschaft in Spanien.
Die britischen Soldaten versäumten es, die fliehenden französischen Truppen zu verfolgen, da sie lieber die zurückgelassenen Planwagen plünderten, in denen sich viele Wertgegenstände befanden, die zuvor durch die Franzosen geraubt worden waren. Es wird geschätzt, dass umgerechnet etwa 150 Millionen Euro Beute dort vorgefunden wurde. Wellington war über diese Disziplinlosigkeit sehr erbost und schrieb später in seinem Bericht, dass der britische Soldat „der Abschaum der Erde sei“.

## Nach der Schlacht
Nachdem die Ordnung bald wiederhergestellt worden war, wurden im Dezember noch San Sebastian und Pamplona erobert, bevor Wellingtons Armee nach Frankreich marschierte und dort überwinterte.
Am 2. April 1815 stiftete Ferdinand VII. das Kreuz der Auszeichnung von Vitoria als Ordensdekoration. Es trug mittig die Worte „Irurac Vat“ (baskisch Irurak bat „die drei, eins“) und auf dem Revers die Inschrift als Wahlspruch „Recompensa de la batalla de Vitoria“, was etwa bedeutet „Belohnung für die Schlacht von Vitoria“.

## Verschiedenes
Ludwig van Beethoven setzte der Schlacht ein musikalisches Denkmal in seiner Komposition Wellingtons Sieg oder die Schlacht bei Vittoria.